# 미국 아이스하키 국가대표팀
미국 아이스하키 국가대표팀(영어: United States National Ice Hockey Team)은 미국의 아이스하키 국가대표팀이다. 미국의 공식 국가 아이스하키 기관인 USA 하키가 운영하고 있다.
미국 대표팀은 국제 대회에서 가장 큰 성공을 거두고 있는 팀들 중의 하나이며, 캐나다, 체코, 핀란드, 러시아, 스웨덴과 함께 가장 강력한 6개 남자 아이스하키 국가대표팀을 일컫는 비공식 그룹인 "빅 식스"에 속한다.

## 국제 대회 경력

### 동계 올림픽
동계 올림픽 본선에는 모두 24번 참가하여 금메달 2개(1960, 1980), 은메달 8개(1920, 1924, 1932, 1952, 1956, 1972, 2002, 2010)을 따내는 성과를 거두었고 특히 홈에서 열린 1980년 대회 결승 리그에서 당시 아이스하키 세계 최강이던 러시아(당시 소련)를 4-3으로 꺾으며 빙판 위의 기적을 일으켰고 이를 바탕으로 20년만에 동계 올림픽 아이스하키 금메달을 따낼 수 있었다.

### 세계 아이스하키 선수권 대회
세계 아이스하키 선수권 대회에는 1920년 첫 대회를 시작으로 현재까지 단 한번의 불참 없이 꾸준히 참가하고 있으며 이 대회에서만 2번의 우승(1933, 1960)과 9번의 준우승(1920, 1924, 1931, 1932, 1934, 1939, 1950, 1952, 1956)을 차지했다.

## 대회 기록

### 올림픽
- 1920 —  은메달
- 1924 —  은메달
- 1928 — 불참
- 1932 —  은메달
- 1936 —  동메달
- 1948 — 4위
- 1952 —  은메달
- 1956 —  은메달
- 1960 —  금메달
- 1964 — 5위
- 1968 — 6위
- 1972 —  은메달
- 1976 — 5위
- 1980 —  금메달
- 1984 — 7위
- 1988 — 7위
- 1992 — 4위
- 1994 — 8위
- 1998 — 6위
- 2002 —  은메달
- 2006 — 7위
- 2010 —  은메달
- 2014 — 4위
- 2018 — 7위
- 2022 — 5위

## 선수 기록
| #  | 성명            | 연도      | 출장 | 골 | 어시스트 | 포인트 |
| -- | --------------- | --------- | ---- | -- | -------- | ------ |
| 1  | 마크 존슨       | 1976–1990 | 107  | 28 | 37       | 65     |
| 2  | 에릭 와인리치   | 1987–2004 | 93   | 6  | 24       | 30     |
| 3  | 다비 헨드릭슨   | 1970–1987 | 76   | 18 | 24       | 42     |
| 4  | 크리스 첼리오스 | 1984–2006 | 71   | 19 | 51       | 70     |
| 5  | 조 사코         | 1990–2002 | 70   | 22 | 38       | 60     |
| 6  | 스콧 영         | 1987–2002 | 68   | 22 | 22       | 44     |
| 7  | 필 하우슬리     | 1982–2003 | 67   | 10 | 23       | 33     |
| 8  | 에디 올칙       | 1983–1993 | 62   | 17 | 28       | 45     |
| 9  | 에런 브로튼     | 1981–1999 | 59   | 11 | 23       | 34     |
| 10 | 밥 밀러         | 1976–1985 | 55   | 14 | 17       | 31     |

| #  | 성명            | 연도      | 출장 | 골 | 어시스트 | 포인트 |
| -- | --------------- | --------- | ---- | -- | -------- | ------ |
| 1  | 허브 드러리     | 1920–1924 | 9    | 33 | 0        | 33     |
| 2  | 버즈 슈나이더   | 1974–1982 | 53   | 32 | 16       | 49     |
| 3  | 마크 존슨       | 1976–1990 | 107  | 28 | 37       | 65     |
| 4  | 게리 갬버키     | 1968–1976 | 42   | 23 | 16       | 39     |
| 5  | 조 사코         | 1990–2002 | 70   | 22 | 38       | 60     |
| 5  | 스콧 영         | 1987–2002 | 68   | 22 | 22       | 44     |
| 7  | 더스틴 브라운   | 2004–2014 | 48   | 20 | 16       | 36     |
| 8  | 크리스 첼리오스 | 1984–2006 | 71   | 19 | 51       | 70     |
| 9  | 폴 스태스트니   | 2007–2014 | 39   | 18 | 22       | 40     |
| 10 | 패트릭 케인     | 2008–     | 42   | 17 | 39       | 56     |
| 10 | 에디 올칙       | 1983–1993 | 62   | 17 | 28       | 45     |
| 10 | 브루스 컨리프   | 1948      | 8    | 17 | 6        | 23     |

| #  | 성명            | 연도      | 출장 | 골 | 어시스트 | 포인트 |
| -- | --------------- | --------- | ---- | -- | -------- | ------ |
| 1  | 크리스 첼리오스 | 1984–2006 | 71   | 19 | 51       | 70     |
| 2  | 마크 존슨       | 1976–1990 | 107  | 28 | 37       | 65     |
| 3  | 조 사코         | 1990–2002 | 70   | 22 | 38       | 60     |
| 4  | 패트릭 케인     | 2008–     | 42   | 17 | 39       | 56     |
| 5  | 버즈 슈나이더   | 1974–1982 | 53   | 32 | 16       | 49     |
| 6  | 에디 올칙       | 1983–1993 | 62   | 17 | 28       | 45     |
| 7  | 스콧 영         | 1987–2002 | 68   | 22 | 22       | 44     |
| 8  | 다비 헨드릭슨   | 1970–1987 | 76   | 18 | 24       | 42     |
| 9  | 게리 갬버키     | 1968–1976 | 42   | 23 | 16       | 39     |
| 10 | 딜런 라킨       | 2015–     | 47   | 12 | 24       | 36     |
| 10 | 토니 그래너토   | 1985–1991 | 50   | 15 | 21       | 36     |